# Marcial Gamboa Pérez-Pardo
Marcial Gamboa Pérez-Pardo (Las Palmas de Gran Canaria, agosto de 1958), es un militar español. Vicealmirante de la Armada Española. Director del Instituto de Historia y Cultura Naval desde mayo de 2021.

## Vida
De familia vinculada a la Marina, es nieto de D. Marcial Gamboa Sánchez-Barcáiztegui, militar y almirante del Arsenal de Cartagena; e hijo del también almirante de la Armada, D. Marcial Gamboa Ballester y de Dña. María del Carmen Pérez-Pardo y Tomé.
Ingresó en la Escuela Naval Militar de Marín en 1978, ascendiendo a Alférez de Navío en 1983. 
Especialista en submarinos, Armas Subacuáticas y Diplomado en Estado Mayor; Sirvió como Segundo Comandante del submarino "Tramontana", al mando del submarino "Narval" (1999-2001). También sirvió como comandante en la fragata "Navarra" y en el dragaminas "Miño".
En tierra desempeñó destinos en tierra como Jefe de Operaciones del Estado Mayor de la Flotilla de Submarinos, Sección de Operaciones del Estado Mayor de la Flota, Jefe de Órdenes de la Fuerza de Medidas Contraminas, Secretario del Almirante de la Flota, Jefe de la Sección de Logística del Estado Mayor de la Flota y Jefe de Órdenes del Centro de Valoración para el Combate de la Flota (CEVACO).  

### Escuela Naval Militar (Marín)
En 2009 relevó a D. José Luis Urcelay Verdugo al mando y dirección de la  Escuela Naval Militar, un destino que mantuvo hasta julio de 2012. Fue el primer director que, junto con su equipo, lanzó un modelo de carrera militar que consistía en proporcionar a los futuros oficiales un título universitario en Ingeniería Mecánica emitido por la Universidad de Vigo, además del propio entrenamiento naval que permitía a los futuros oficiales perspectivas de futuro tanto en la vida militar como en su vida civil.
En julio de 2012 fue ascendido a contralmirante, asumiendo el cargo de Director de Enseñanza Naval.

### Rota, Cartagena, Madrid
Posteriormente, en septiembre de 2014 fue asignado a la Base Naval de Rota, ocupando el cargo de Almirante Jefe del Estado Mayor de la Flota. En octubre de 2015 fue ascendido a Vicealmirante, y nombrado Almirante Jefe del Arsenal de Cartagena (ALACART). Desde diciembre de 2016 hasta su pase a la Reserva en julio de 2019, se hizo cargo de la Dirección de Sostenimiento de la Jefatura de Apoyo Logístico (JAL) cargo que desempeñó hasta su pase a la Reserva en julio de 2019. 
El 5 de febrero de 2020 tomó posesión de la dirección del Museo Naval (Madrid) siendo nombrado Director del Instituto de Historia y Cultura Naval el 21 de mayo de 2021 en un acto presidido por el Almirante Jefe de Estado Mayor de la Armada, D. Antonio Martorell Lacave.
Está casado con Rocío García de Lomas (hija del almirante Miguel García de Lomas) y tiene cinco hijos, uno de los cuales es Oficial de Marina.

## Condecoraciones
- Gran Cruz de San Hermenegildo[10][5]
- Gran Cruz del Mérito Naval[5][11]
- Encomienda de la Orden de Malta[5]
- Encomienda de la  Orden de Alfonso X el Sabio[5]

## Publicaciones
- "La escuela naval militar y su misión inalterable de formar en valores", Revista General de Marina, año 2017 (agosto-sept.), tomo 273, p.311
- Prólogo del libro 1.001 barcos desde los primeros hasta hoy buques. (2011)